# Hans Henrik Rømeling (statsminister)
 Der er flere personer med dette navn, se Hans Henrik Rømeling.
Hans Henrik Rømeling (21. april 1707 i Brügge – 28. november 1775 i København) var en dansk søofficer og gehejmestatsminister, bror til Jobst Conrad og Rudolph Woldemar Rømeling.
Rømeling var søn af generalløjtnant Patroclus Rømeling. Han blev kadet i Marinen 1720, sekondløjtnant 1727, premierløjtnant 1732, kaptajnløjtnant 1736, kaptajn 1738, kommandørkaptajn 1742, kommandør 1746, schoutbynacht 1755, viceadmiral 1758 og virkelig admiral 1772.
1732 var Rømeling ansat ved hvervingen i Norge, i de påfølgende år uddannede han sig på togter i fremmed tjeneste, 1738 og 1739 var han chef for kadetfregatterne og studerede derefter en tid lang sammen med flere andre søofficerer i England, 1743 var han flagkaptajn på grev Frederik Danneskiold-Samsøes flåde. 1756 og 1757 førte han som schoutbynacht eskadrer, der sammen med svenske flådeafdelinger udsendtes til beskyttelse for den neutrale skibsfart, men for øvrigt ikke virkede synderlig samdrægtig sammen. 1764 blev Rømeling hvid ridder og indtrådte kort efter i Søetatens centraladministration, der netop i hans tid havde en yderst urolig periode med idelig skiftende organer. 1766 ansattes han således som deputeret i Admiralitetet, hvor han forblev til 1770; da det dette år forenedes med Generalkommissariatet, overgik han til dette fælleskollegium som deputeret, og senere på året blev han medlem af Konseillet, 1. deputeret i nævnte kollegium og referent for kongen, efter at den uduelige Christian Conrad Danneskiold-Laurvig var blevet afskediget og samtidig posten som Søetatens oversekretær inddraget.
Ved Gehejmekonseillets ophævelse i december samme år udtrådte Rømeling af det, og allerede det påfølgende forår indførte Struensee en ny departemental forvaltning af Marinen, fra hvilken Rømeling blev udelukket. Straks efter Struensees fald 1772 satte Ove Høegh-Guldberg imidlertid atter Rømeling i spidsen for marineadministrationen, og samtidig udnævntes han til statsminister, i hvilke stillinger han nu forblev til sin død. Rømeling, der desuden ved flere lejligheder havde været medlem af ret vigtige kommissioner, var dog ingenlunde en så begavet eller karakterstærk personlighed, at han egnede sig til at indtage nogen ledende stilling i Marinens bestyrelse. Endogså selve kongen (Christian VII) udtalte sig ved flere lejligheder stærkt nedsættende om ham; lignende domme fælder J.O. Schack-Rathlou, Bolle Willum Luxdorph, A.P. Bernstorff og admiral Frederik Christian Kaas om ham i deres korrespondancer; sidstnævnte skriver således: "notre pauvre marine est dans une décadence horrible, et on réussira bientôt à la, détruire entièrement" (Danske Magasin, 5. række III, s. 19). En nyere forfatter udtaler om ham, at han i hoffets øjne var uskadelig, men ganske uden indflydelse, hvorfor han også hurtigt blev tilsidesat. "Uheldige Familieforhold, økonomisk Misere og svageligt Helbred gjorde hans Tilstand saare ulykkelig"; men han var sandhedskærlig og hæderlig.
Rømeling døde 28. november 1775. 1743 var han blevet gift med Edele Dorothea de Scheel (23. december 1718 – 19. kuni 1782), datter af generalløjtnant Hans Heinrich von Scheel (1668-1738), overgeneraldir. for fortifikationerne, og Benedicte Dorothea f. Gjordsdatter (Giords).
Han er begravet i Reformert Kirke.